# Минотор-Сервис

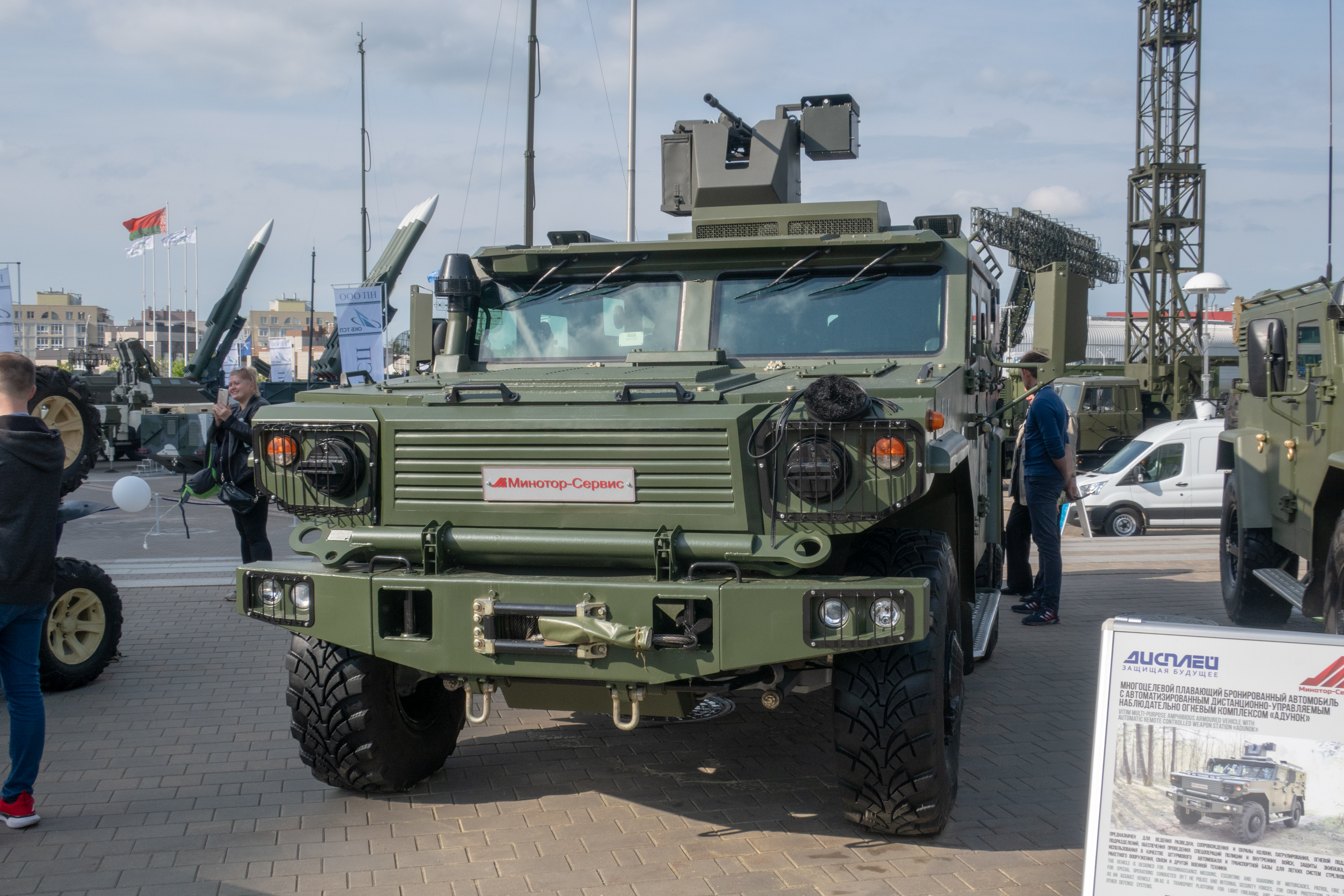
Витим (4-колёсный вариант) с дистанционным огневым комплексом «Адунок»

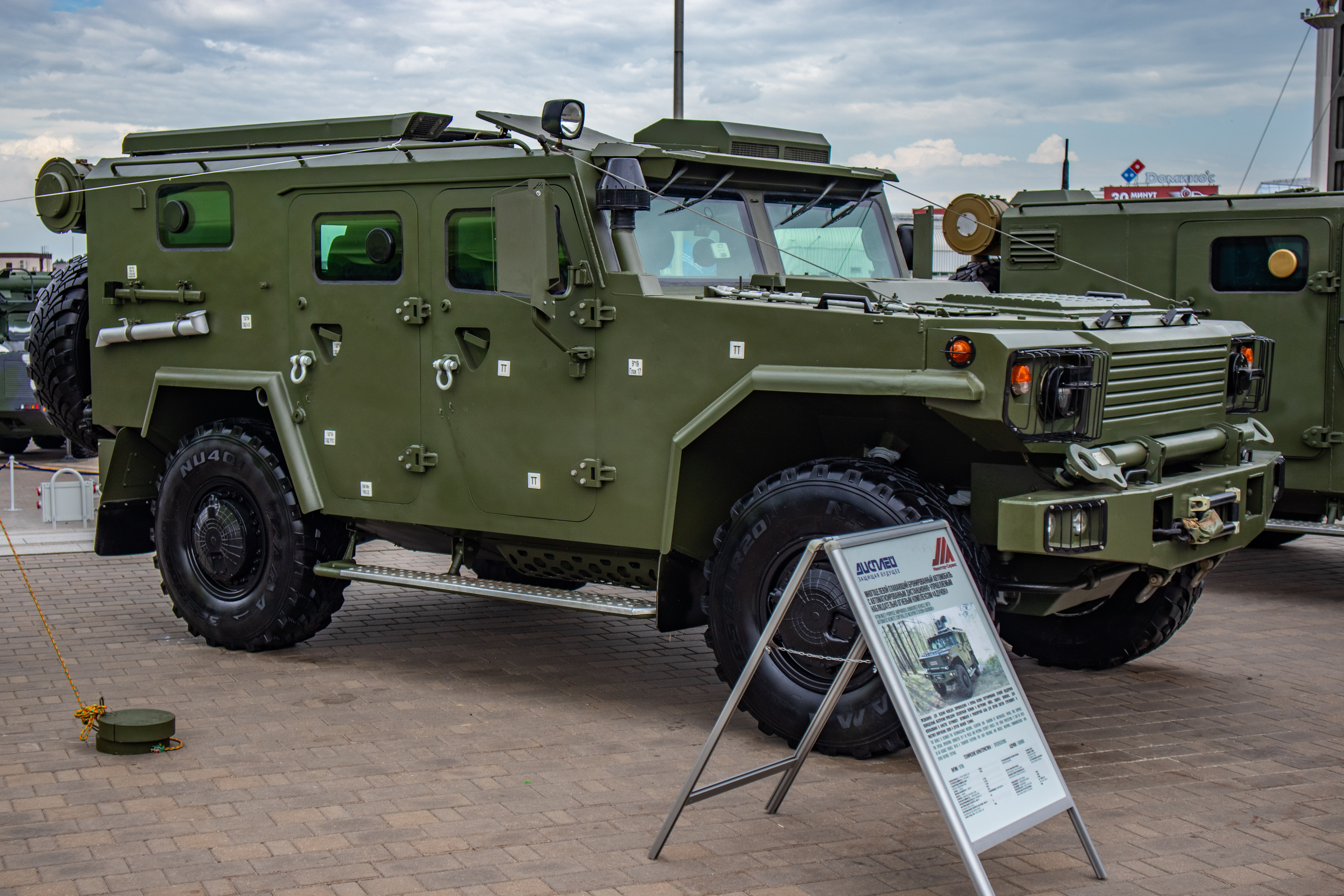
Витим (4-колёсный вариант), на корпусе видны отметки о выпущенных пулях

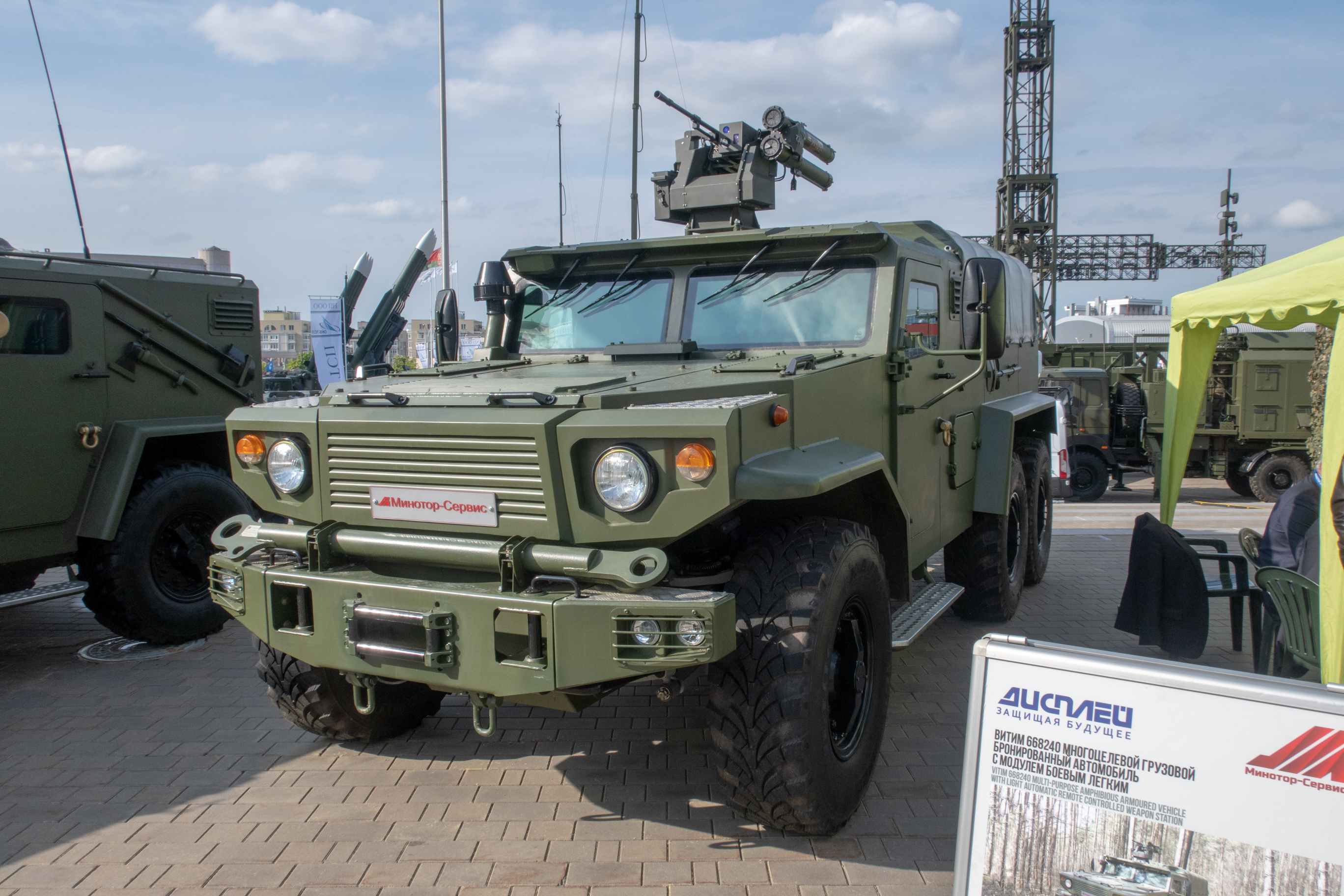
Витим (6-колёсный вариант) с дистанционным лёгким боевым модулем

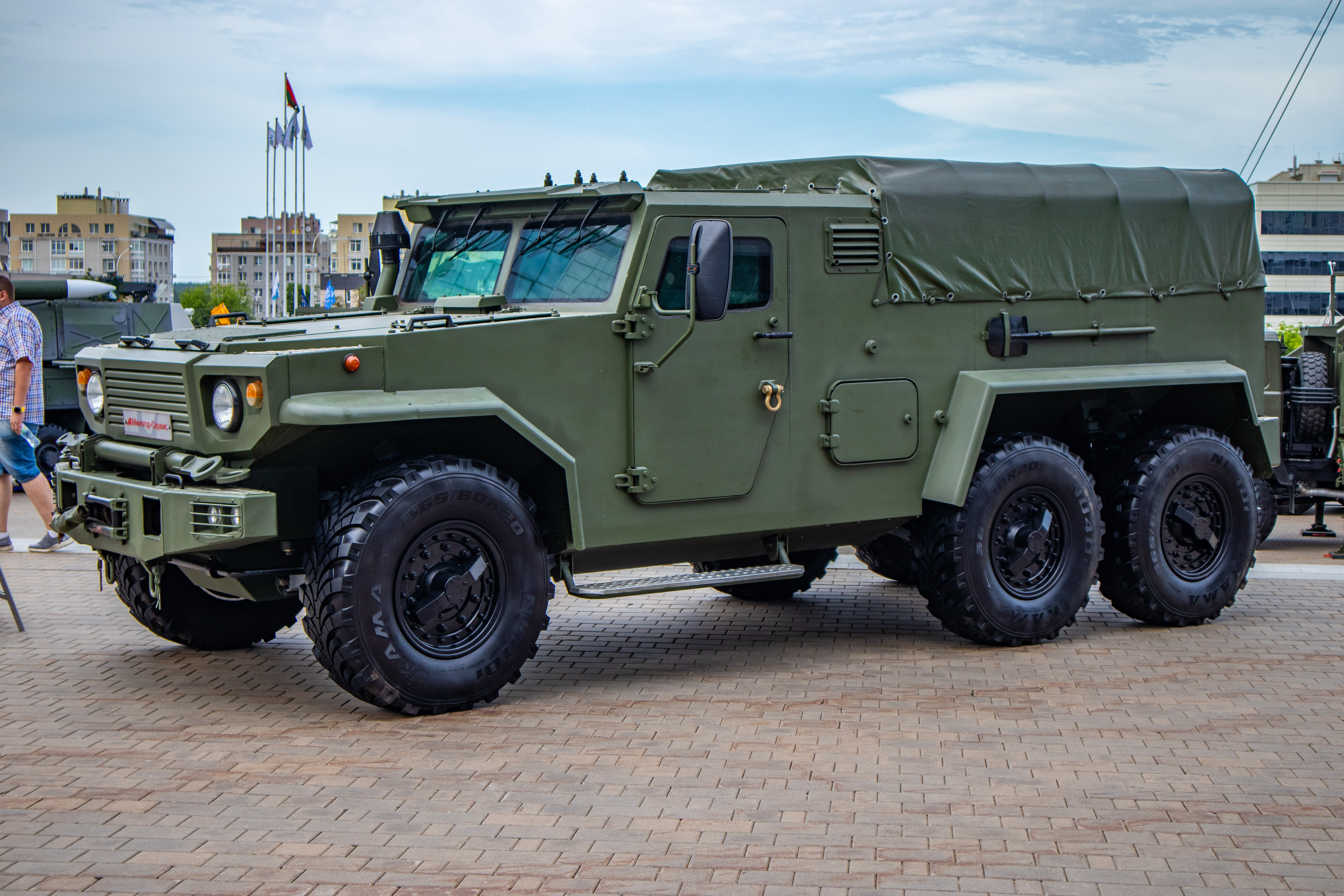
Витим (6-колёсный вариант)

«Минотор-Сервис» — белорусское предприятие, расположенное в Минске и занимающееся разработкой, производством, модернизацией, ремонтом и обслуживанием боевых гусеничных машин, а также поставкой запасных частей для последних. Является одним из ведущих предприятий военно-промышленного комплекса страны.
«Минотор-Сервис» на текущий момент — единственное выполняющее серийный ремонт и модернизацию военной техники по заказу Министерства обороны Российской Федерации белорусское предприятие.
Из-за вторжения России на Украину, предприятие находится под международными санкциями Евросоюза и ряда других стран.

## Продукция

### Разработка
- 2Т СТАЛКЕР — боевая разведывательная машина/лёгкий танк.
- ТГМ 3Т — быстроходное гусеничное шасси.
- ИМТ-72 — имитационный макет танка Т-72.
- ТМПК — транспортная машина переднего края на базе МТ-ЛБу.
- ППМП — передвижной пункт медицинской помощи на базе МТ-ЛБу.
- ТЗМ-122 — транспортно-заряжающая машина на базе МТ-ЛБу.
- МТП-300Т — машина технической помощи на базе БТР-50.
- СТК-59ГМС — ремонтно-эвакуационная машина-тягач, на базе тягача АТС-59Г.
- БМ-30 — одноместный боевой модуль.
- 778 — универсальное, быстроходное, бронированное гусеничное шасси.
- КИВИ — машина радиоэлектронной борьбы на базе универсального гусеничного шасси 778.
- ВИТИМ — многоцелевой плавающий бронированный автомобиль

### Модернизация
- Модернизация БТР-50ПК, БТР-50ПУ и ПТ-76.
- Модернизация ЗСУ-23-4 «Шилка».

### Запчасти
Предприятие производит запасные части для следующих машин и систем:
- Танков ПТ-76, Т-54, Т-55, Т-62
- БМП-1 и БМП-2
- Бронетранспортёров БТР-50, БТР-60, БТР-70 и БТР-80, MT-ЛБ и MT-ЛБу
- Артиллерийских тягачей АТС-59 и АТС-59Г
- ЗСУ-23-4 «Шилка», ЗРПК 2К22 «Тунгуска»

## Участие в выставках
- IDEX-1999[3]
- IDEX-2001
- IDEX-2003
- IDEX-2015
- IDEX-2017
- МАКС-1999[3]
- MILEX-2001[3]
- MILEX-2003
- MILEX-2005
- MILEX-2007
- MILEX-2009
- MILEX-2011
- MILEX-2014
- MILEX-2017
- SOFEX[англ.]-2004[3]
- АРМИЯ-2015
- АРМИЯ-2016
- АРМИЯ-2017
- АРМИЯ-2021
- ADEX-2014
- Defense & Security-2011
- Defense & Security-2013
- Defense & Security-2015
- Defense & Security-2017
- DSA-2014
- DSA-2016
- INDO DEFENCE-2012
- INDO DEFENCE-2014
- INDO DEFENCE-2016
- ВТТВ-Омск-2009[4]

## Санкции
После вторжения России на Украину, 24 февраля 2022 года предприятие попало в санкционный список специально обозначенных граждан и заблокированных лиц США за поддержку российского нападения на Украину.
24 марта 2022 года санкции против предприятие введены Великобританией за поддержку правительства Белоруссии работой в сфере стратегического значения.
3 июня 2022 года Евросоюз ввёл санкции в отношении предприятия, так как компания «занимается модернизацией военной техники, поставкой запасных частей и модернизаций для боевых машин, находящихся на вооружении», а «Беларусь поддерживала и содействовала вторжению России в Украину».
8 марта 2022 года предприятие включено в санкционный список Канады «соратников режима Лукашенко» за «содействие вторжению президента Путина в свободную и суверенную страну».
19 октября 2022 года Украина ввела санкции против предприятия за поддержку и содействие вторжения России на Украину.
По аналогичным основаниям санкции против предприятия ввели: Швейцария, Австралия, Япония и Новая Зеландия.